# Лазаровци
Лазаровци или Лазоровци (на македонска литературна норма: Лазаровци; на албански: Llazarovca) е село в община Кичево на Северна Македония.

## География
Разположено е в областта Горно Кичево на четири километра североизточно от град Кичево в западните поли на Челоица.

## История
Църквата „Свети Георги“ е от XVII век. В XIX век Лазаровци е българско село в Кичевска каза в Османската империя. В „Етнография на вилаетите Адрианопол, Монастир и Салоника“, издадена в Константинопол в 1878 година и отразяваща статистиката на населението от 1873 година, Лезаровци (Lezarovtzi) е посочено като село с 16 домакинства с 88 жители българи.
Според статистиката на Васил Кънчов („Македония. Етнография и статистика“) към 1900 година в Лазаровци живеят 130 българи-християни.
На Етнографската карта на Битолския вилает на Картографския институт в София от 1901 година Лазаровци е чисто българско село в Кичевската каза на Битолския санджак с 16 къщи.
Според митрополит Поликарп Дебърски и Велешки в 1904 година в Лазаровце има 17 сръбски къщи. По данни на секретаря на Българската екзархия Димитър Мишев („La Macédoine et sa Population Chrétienne“) в 1905 година в Лазаровци има 104 българи екзархисти.
При избухването на Балканската война двама души от Лазаровци са доброволци в Македоно-одринското опълчение.
След Междусъюзническата война в 1913 година селото попада в Сърбия.
На етническата си карта на Северозападна Македония в 1929 година Афанасий Селишчев отбелязва Лазаровци като българско село.
Според преброяването от 2002 година Лазаровци има 88 жители македонци.

## Личности
Родени в Лазаровци
- Мино Григоров, български опълченец, V опълченска дружина, към 1918 г. живее в София[9]